# Związek Ukraińców Podlasia
Związek Ukraińców Podlasia (ukr. Союз українців Підляшшя, Sojuz ukrajinciw Pidlaszszia) – ukraińska organizacja społeczno-kulturalna, działająca na Podlasiu.
Organizacja została założona w 1992 na bazie podlaskiego oddziału Związku Ukraińców w Polsce. Działa na terenie województw podlaskiego i lubelskiego, siedziba znajduje się w Bielsku Podlaskim.
ZUP wydaje dwumiesięcznik Nad Buhom i Narwoju.

## Kontekst działalności
Zdaniem działaczy najpierw Podlaskiego Oddziału Związku Ukraińców w Polsce, a później Związku Ukraińców Podlasia, pod względem etnicznym, kulturalnym i językowym Podlasie jest regionem ukraińskim, na dodatek jedynym we współczesnej Polsce, w którym ludność ukraińska zamieszkuje zwarcie, na swym rodzimym terytorium. Z różnych przyczyn na Podlasiu nie mogła się jednak rozbudzić ukraińska świadomość narodowa. Przeszkadzała temu przede wszystkim działalność władz państwowych: najpierw II RP, gdy państwo starało się nie dopuszczać na Podlasie ruchu ukraińskiego, a potem PRL, która – prowadząc antyukraińską politykę – postanowiła na bazie ukraińskojęzycznego terytorium między Bugiem a Narwią rozwijać ruch białoruski. W rezultacie doprowadziło to zdaniem działaczy ukraińskich do tego, że obszarami o najbardziej rozwiniętej białoruskiej świadomości narodowej są tereny wokół miejscowości takich jak Bielsk Podlaski, Hajnówka, Kleszczele, Orla, Siemiatycze, gdzie językiem rodzimym w czasach przed zaawansowaną polonizacją były w rzeczywistości gwary o charakterze północnoukraińskim.
Prapoczątków stricte ukraińskiej działalności kulturalnej na Podlasiu działacze ukraińscy dopatrują się w 1907, gdy we wsi Klejniki działać miał efemeryczny ludowy teatr ukraiński, który wystawiał sztukę Iwana Karpenki-Karego. Po raz kolejny ukraińska działalność kulturalna ujawniła się na Podlasiu w 2. połowie lat 50., gdy w Kleszczelach powstało najpierw koło Ukraińskiego Towarzystwa Społeczno-Kulturalnego, a później punkt nauczania języka ukraińskiego w miejscowej szkole. Działalność ta w latach 70. zanikła, możliwe że pod wpływem nacisków zewnętrznych. Poważniejszy wzrost świadomości ukraińskiej w obrębie prawosławnej społeczności Białostocczyzny obserwowany był jednak dopiero od lat 80. Zjawisko to dotyczyło zwłaszcza młodzieży, która zaczynała dostrzegać cechy łączące ich gwarę rodzinną z ukraińskim językiem literackim, a także uznawać za odpowiadające ukraińskim pewne odrębności kulturowe swojego otoczenia (folklor, kultura materialna itd.).
W 1983 odbył się pierwszy rajd „Podlasie”, który zaczął pełnić rolę integracyjną dla młodzieży odczuwającej ukraińską świadomość narodową. Do kolejnych kamieni milowych ruchu ukraińskiego na Północnym Podlasiu zaliczane jest wydanie w 1986 pierwszego śpiewnika podlaskich pieśni, których teksty zapisano w autentycznym miejscowym brzmieniu, a także pojawienie się grupy podlaskich literatów, którzy podjęli próby pisania w swojej ojczystej gwarze (Stepan Sydoruk, Jan Kiryziuk, Jerzy Hawryluk, Eugenia Żabińska, Zosia Saczko). Wybory samorządowe w maju 1990 ukazały z kolei możliwy potencjał lokalnych list ukraińskich – w różnych miejscach z takich list wybrano łącznie 34 radnych, a w radzie gminy Bielsk Podlaski ludzie z listy ukraińskiej stanowili główną siłę i objęli wszystkie najważniejsze stanowiska.
Wiosną 1991 ukazał się pierwszy numer ukraińskiego pisma „Nad Buhom i Narwoju”. Było to pierwsze oficjalnie wydawane czasopismo ukraińskie na obszarze Północnego Podlasia.

## Powstanie organizacji
Ruch ukraiński na Białostocczyźnie zaczął tworzyć stałą strukturę organizacyjną w 1985, gdy wznowiło działalność istniejące dawniej koło UTSK w Kleszczelach. W następnych latach powstawały koła w Czeremsze, Bielsku Podlaskim i Białymstoku (1987) oraz w Hajnówce (1989). Na początku 1990 UTSK zostało przeorganizowane w Związek Ukraińców w Polsce, w skład którego wszedł Podlaski Oddział Związku Ukraińców w Polsce, mający prowadzić ukraińską działalność społeczno-kulturalną na terenie Białostocczyzny. Struktura organizacyjna nowej, niezależnej od Związku Ukraińców w Polsce, organizacji zaczęła tworzyć się 22 marca 1992, gdy na zebraniu działaczy ruchu ukraińskiego w Bielsku Podlaskim, powołano do życia nową organizację ukraińską – Związek Ukraińców Podlasia. ZUP powstał jako już niezależny kontynuator działań Podlaskiego Oddziału Związku Ukraińców w Polsce, który w rezultacie został zlikwidowany. Pierwszym przewodniczącym nowej organizacji został Jerzy Ignatiuk, ówczesny wójt gminy Bielsk Podlaski. Wiceprzewodniczącymi zostali Jan Kiryziuk oraz Grzegorz Kuprianowicz, pełniący też ówcześnie funkcję sekretarza ukraińskiego czasopisma „Nad Buhom i Narwoju”. Organizacja została zarejestrowana 2 czerwca 1992.
Jako przyczyna powstania nowej organizacji wymieniane było to, że ukraińskojęzyczna ludność Podlasia ma ograniczone możliwości pielęgnowania i rozwoju własnej kultury, co przyśpiesza wśród niej procesy wynaradawiania. Ustalono, że do pierwszych działań Związku należeć będzie walka o zwiększenie czasu emisji programu radiowego w języku ukraińskim nadawanego w białostockiej rozgłośni Polskiego Radia. W kręgu zainteresowań organizacji znalazło się tworzenie szkolnictwa ukraińskiego i ośrodków kultury ukraińskiej na Podlasiu, działalność wydawnicza (czasopismo „Nad Buhom i Narwoju”), współdziałanie z Ukraińcami z Ziemi Brzeskiej, zacieśnienie współpracy z Cerkwią prawosławną. Oprócz Białostocczyzny planowano działalność również na obszarze tak zwanego Podlasia Południowego, gdzie tragiczne położenie ruchu ukraińskiego zdeterminowane było powojennymi wysiedleniami i akcją „Wisła”.

## Działalność
Do głównych obszarów działalności Związku Ukraińców Podlasia należy obecnie organizacja imprezy plenerowej „Na Iwana, na Kupała” w Dubiczach Cerkiewnych, a także Festiwalu Kultury Ukraińskiej „Podlaska Jesień”, którego koncerty oraz imprezy towarzyszące odbywają się między innymi w takich miastach, jak Białystok, Bielsk Podlaski, Hajnówka oraz Siemiatycze. Ważnym elementem działalności jest wydawanie pisma „Nad Buhom i Narwoju”.
Organizacja zajmuje się także wspieraniem nauczania języka ukraińskiego w szkołach regionu. Staraniem organizacji zajęcia z języka ukraińskiego prowadzone były w 2015 w szkole podstawowej i gimnazjum w Czeremsze, w Zespole Szkół im. A. Mickiewicza w Bielsku Podlaskim, w Przedszkolu nr 9 „Leśna Polana” w Bielsku Podlaskim, a także w Zespole Szkół Niepublicznych im. Cyryla i Metodego w Białymstoku.
Przewodniczącą organizacji od 2 października 2021 jest Maria Ryżyk. Pracą organizacji kieruje siedmioosobowy zarząd, w skład którego oprócz przewodniczącej wchodzą Andrzej Artemiuk (zastępca przewodniczącego), Łukasz Badowiec (zastępca przewodniczącego), Ludmiła Łabowicz (sekretarz), Agnieszka Tyszkiewicz (skarbnik), Mirosław Stepaniuk, Mirosław Bużyński.
W 2017 Związek Ukraińców Podlasia obchodził 25-lecie istnienia. Z tej okazji w Bielsku Podlaskim odbyło się uroczyste posiedzenie Rady Głównej organizacji, w trakcie której zaplanowano przebieg obchodów jubileuszu, między innymi organizację konferencji naukowej poświęconej ukraińskiej społeczności Podlasia.
Działalność organizacji ukraińskich na Białostocczyźnie często napotyka na opór niektórych miejscowych mieszkańców, gdyż we wschodniosłowiańskich społecznościach tego regionu brak jest, jak stwierdza M. Sajewicz, „tradycji nazwy Ukrainiec używanej na określenie miejscowej ludności prawosławnej”. Niemniej jednak w spisie powszechnym z 2002 roku narodowość ukraińską podało w województwie podlaskim 1366 osób, natomiast 1414 wskazało język ukraiński jako język używany w kontaktach domowych. Większe społeczności ukraińskie odnotowano wówczas w Białymstoku (417 osób), Bielsku Podlaskim (308 osób), gminie Czeremcha (120 osób), Hajnówce (103 osoby), gminie Kleszczele (50 osób). W spisie powszechnym z 2011 w województwie podlaskim odnotowano już 2169 członków ukraińskiej mniejszości narodowej. Wzrost o ponad 800 osób spowodował, iż Ukraińcy stali się trzecią pod względem liczby grupą mniejszościową w regionie (przy czym liczebność dwóch najliczniejszych mniejszości narodowych w województwie podlaskim, Białorusinów i Litwinów, spadła w porównaniu ze spisem z roku 2002).